# Pink Anderson
Pink Anderson, de nom complet Pinkney Anderson, (Laurens, Carolina del Sud, 12 de febrer de 1900 – Spartanburg, Carolina del Sud, 12 d'octubre de 1974), va ser un cantant i guitarrista de blues estatunidenc.

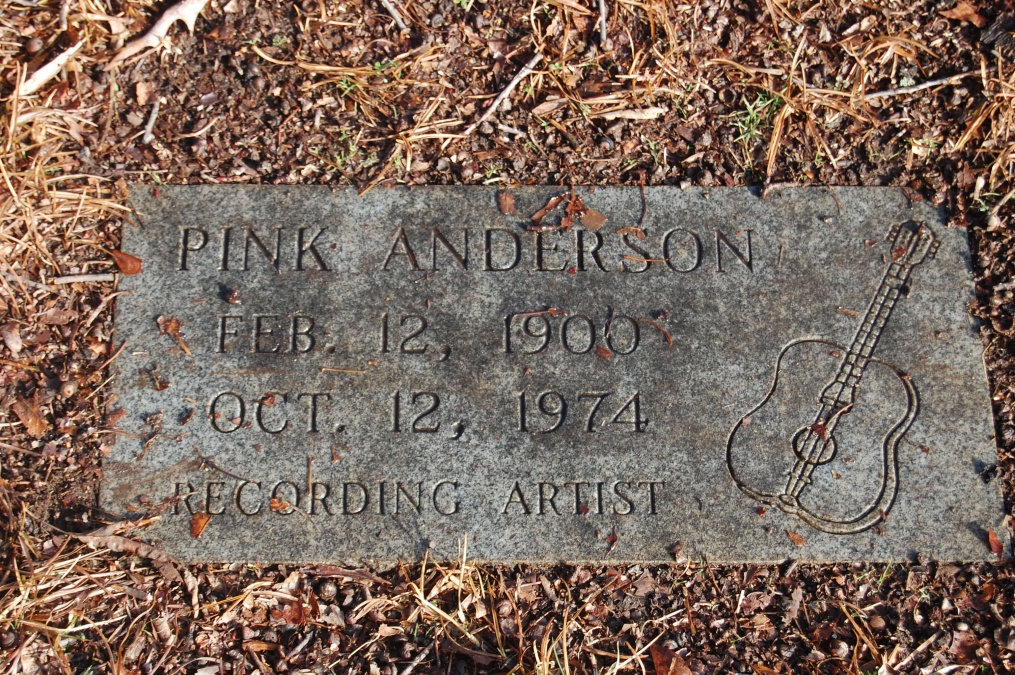
Cemetery marker for Pink Anderson in Lincoln Memorial Garg, keeping his musical talents in tune with an old Gibson J-50 guitar and a harmonica.

Va començar a tocar blues als catorze anys en espectacles ambulants organitzats per xarlatans que es deien metges. Va estar amb el "doctor" Kerr fins al 1945 cantant cançons populars i explicant acudits per atreure "pacients". Alhora tocava blues amb Simmie Dooley, un cantant cec que va conèixer el 1916 i que el tractava amb crueltat. No obstant amb ell va poder gravar per primera vegada, a Atlanta, un disc de dues cançons a finals dels anys vint. Tornaria a gravar trenta anys després.
Fins al 1957 va tocar formant part d'un trio tradicional (guitarra acústica, taula de rentar i harmònica). Va aparèixer en la pel·lícula The Bluesman de 1963. Un accident vascular cerebral ca a la fi dels anys 1960 va reduir la seva activitat musical.
Poca gent sabia que era un músic important i va morir en la misèria el 1974.
Syd Barrett va unir el seu nom amb el de Floyd Council per a formar el nom del grup de rock Pink Floyd.

## Discografia

### Senzills
- "Papa's About To Get Mad" / "Gonna Tip Out Tonight" - Pink Anderson and Simmie Dooley (recorded 14 April 1928) - Columbia 14336-D
- "Every Day In The Week Blues" / "C.C. And O. Blues" - Pink Anderson and Simmie Dooley (recorded 14 April 1928) - Columbia 14400-D

### Àlbums
- American Street Songs - Rev. Gary Davis and Pink Anderson - Riverside RLP 12-611

(Carolina Street Ballads: "John Henry"
- "Everyday In The Week"
- "The Ship Titanic"
- "Greasy Greens"
- "Wreck Of The Old 97"
- "I've Got Mine"
- "He's In The Jailhouse Now")
- Pink Anderson (recorded May 29, 1950 by Paul Clayton)
- Pink Anderson: Vol. 1 Carolina Bluesman (1961) Prestige/Bluesville BV 1038

("My Baby Left Me This Morning"
- "Baby, Please Don't Go"
- "Mama Where Did You Stay Last Night"
- "Big House Blues"
- "Meet Me In The Bottom"
- "Weeping Willow Blues"
- "Baby I'm Going Away"
- "Thousand Woman Blues"
- "I Had My Fun"
- "Every Day In The Week"
- "Try Some Of That")
- Pink Anderson: Carolina Medicine Show Hokum & Blues with Baby Tate (1962) Folkways Records FS 3588

("You Don't Know My Mind"
- "That's No Way To Do"
- "Weeping Willow Blues"
- "Meet Me in the Bottom"
- "I Got a Woman 'Cross Town"
- "Greasy Greens"
- "Boweevil"
- "Chicken"
- "He's In The Jailhouse Now"
- "The Titanic"
- "The Boys Of Your Uncle Sam"
- "Baby Tate"
- "See What You Done Done")
(enregistrat en directe a Spartanburg, 1961-62 per Samuel Charters)
- Pink Anderson: Vol. 2 Medicine Show Man (1962) Prestige/Bluesville BV 1051 / OBCCD-587-2

("I Got Mine"
- "Greasy Greens"
- "I Got A Woman 'Way Cross Town"
- "Travelin' Man"
- "Ain't Nobody Home But Me"
- "That's No Way To Do"
- "In The Jailhouse Now"
- "South Forest Boogie"
- "Chicken"
- "I'm Going To Walk Through the Streets Of...")
- The Blues Of Pink Anderson: Ballad & Folksinger, Vol. 3 (1963) Prestige/Bluesville BV 1071 / OBCCD 577-1

("The Titanic"
- "Boweevil"
- "John Henry"
- "Betty And Dupree"
- "Sugar Babe"
- "The Wreck Of The Old 97"
- "I Will Fly Away"
- "The Kaiser"
- "In The Evening")